# アイメリア科
アイメリア科（あいめりあか、Eimeriidae）は宿主が1種類でその細胞内に寄生する典型的なコクシジウム類をまとめた分類群であり、およそ1500種とアピコンプレックス門のなかでも巨大な科である。

## 分類
胞子虫のなかでも代表的な一群で、古典的には原生動物門胞子虫綱球虫目に所属させていた。アイメリア科はおよそ1500種を擁する巨大な分類群であるが、分子系統解析によっても比較的安定なクレードを形成している。
下位分類は「胞子」（オーシストやスポロシスト）の構造に注目して以下の各属に分ける。
| スポロシスト中のスポロゾイト数 | 1          | 2                             | 4                       | 8                       | 9～12                |
| ------------------------------ | ---------- | ----------------------------- | ----------------------- | ----------------------- | -------------------- |
| オーシスト壁がない             | Diaspora   |                               |                         | Dorisiella              | Caryotropha          |
| スポロシストがない             |            |                               |                         | Tyzzeria Pfeifferinella |                      |
| スポロシスト1つ                |            |                               | Mantonella              | Caryospora              |                      |
| スポロシスト2つ                |            | サイクロスポーラ属 Cyclospora | イソスポーラ属 Isospora | Dorisa                  |                      |
| スポロシスト4つ                |            | アイメリア属 Eimeria          | Wenyonella              |                         |                      |
| スポロシスト5つ以上            | Barroussia | Pseudoklossia                 |                         |                         | Ovivora Defretinella |

この分類体系が生物の系統を反映しているかははっきりしないが、少なくともイソスポーラ属やサイクロスポーラ属はアイメリア属に内包されることが判明している。